# 5910 Zátopek
5910 Zátopek è un asteroide della fascia principale. Scoperto nel 1989, presenta un'orbita caratterizzata da un semiasse maggiore pari a 2,2805040 UA e da un'eccentricità di 0,1382264, inclinata di 5,00247° rispetto all'eclittica.